# Come mai (883)
Come mai è il terzo singolo estratto dal secondo album degli 883, Nord sud ovest est, uscito nel 1993.
Il brano, rimasto per molte settimane al primo posto della classifica di vendita, è uno dei più conosciuti della band degli anni novanta insieme ai singoli precedenti Sei un mito e Nord sud ovest est.
Il brano è stato riproposto anche in Remix '94, Gli anni, Mille grazie, Love/Life, TuttoMax e Max Live 2008, Max 20 (reinterpretata insieme a Claudio Baglioni), Le canzoni alla radio e Max Forever Vol.1.

## La canzone
È una delle poche tracce melodiche in un album in cui prevalevano pezzi per lo più rockeggianti. In una intervista radiofonica a Radio Deejay, Max Pezzali rivelò di aver scritto la canzone per Massimo Ranieri.
Di questa canzone sono stati fatti due video: il primo è composto più che altro da immagini di backstage del video di Nord sud ovest est. Il secondo nacque sull'onda del successo della versione in coppia con Fiorello che imitava nell'ordine Enrico Ruggeri, Vasco Rossi, Francesco Guccini, Claudio Baglioni e Franco Battiato; l'ambientazione è il compleanno di Mauro Repetto.
Il brano, proposto dallo stesso Fiorello con il duo, vinse il Festival italiano 1993, oltre ad arrivare secondo nella classifica dei singoli più venduti in Italia nel 1994.
Alcuni anni dopo viene pubblicata la versione in spagnolo, Quien seras. Il remix di questo brano contenuto nel Remix '94 è stato inoltre usato come sigla di apertura del Festivalbar 1994.
Nel 2020 partecipa al concorso radiofonico I Love My Radio, a cui hanno preso parte in totale 45 canzoni.

## Tracce
1. Come mai (Radio Version) - 4:20
2. Come mai (Video Version feat. Fiorello) - 4:20
3. Come mai (Karaoke Version) - 4:20
4. Come mai (Bliss Team Remix) - 6:08
5. 883 • 100 BPM Megamix - 6:28
6. 883 • 120 BPM Megamix - 7:31

## Formazione
- Max Pezzali - voce
- Mauro Repetto - voce secondaria, sequencer

## Classifiche

### Classifiche settimanali
| Classifica (1993) | Posizione massima |
| ----------------- | ----------------- |
| Italia            | 1                 |

| Classifica (2024) | Posizione massima |
| ----------------- | ----------------- |
| Italia            | 69                |

### Classifiche di fine anno
| Classifica (1993) | Posizione |
| ----------------- | --------- |
| Italia            | 3         |